# Kevin Smith
Kevin Smith   (Red Bank, 2 d'agost de 1970) Kevin Patrick Smith és un guionista, director de cinema estatunidenc i fundador de View Askew Productions. També és conegut com a guionista de còmics i com a actor, tot i que ell mateix ha criticat la seva manera d'actuar.

## Biografia i obra
Kevin Smith va néixer i va créixer a Highlands (Nova Jersey), fet del que està molt orgullós, i que es pot constatar en totes les seves pel·lícules. La seva primera pel·lícula, Clerks, va ser enregistrada a la botiga on treballava. Va guanyar el premi més important al festival de Sundance, el 1994, i va ser distribuïda posteriorment pels estudis Miramax. La pel·lícula va funcionar tan bé que Smith va ser capaç de fer una altra pel·lícula, Mallrats. Durant el rodatge, Smith va reunir als seus amics i estrelles properes de la seva pròxima pel·lícula, Ben Affleck, Jason Lee i seva nova novia, Joey Lauren Adams. Smith ha dit que la seva relació amb Adams va ser una inspiració per a la següent pel·lícula, Chasing Amy. Aquesta no va tenir gaire acollida per als entesos i va guanyar uns pocs premis independents. Per la mateixa època va conèixer la que seria la seva dona, Jennifer Schwalbach.
Després de Chasing Amy, Smith va dirigir Dogma, una pel·lícula polèmica sobre el Cristianisme. La dona de Smith va donar a llum a la seva primera filla, Harley Quinn Smith. Harley Quinn i Jennifer tenen dos petits papers a la que seria la seva pròxima pel·lícula, Jay and Slient Bob: Strike Back. En aquesta comèdia, els herois de culte, Jay i Bob volen aturar la producció d'una pel·lícula que es farà basada en ells, trobar el veritable amor, i salvar el seu mico. També va rodar la segona part del seu reeixit primer film, anomenada Clerks II.
Smith ha escrit també guions per Daredevil o Green Arrow. Va escriure un guió per a la nova pel·lícula de Superman, però el van fer deixar el projecte, i va realitzar Zack and Miri Make a Porno i Red State, guanyadora als premis a la millor pel·lícula i al millor actor al Festival de Sitges de 2011. També ha obert una botiga de còmics, té una companyia de producció, escriu articles per a la revista "Arena", i fa curts per al show de Jay Leno.

## Filmografia

### Cinema
| Any  | Títol                                           | Com a    | Com a     | Com a    | Com a     | Com a | Notes                                                                               |
| Any  | Títol                                           | Director | Productor | Muntador | Guionista | Actor |                                                                                     |
| ---- | ----------------------------------------------- | -------- | --------- | -------- | --------- | ----- | ----------------------------------------------------------------------------------- |
| 1992 | Mae Day: The Crumbling of a Documentary         | sí       | sí        | sí       | sí        | sí    | curtmetratge; inclòs en el DVD Clerks X                                             |
| 1994 | Clerks                                          | sí       | sí        | sí       | sí        | sí    | personatge: Silent Bob                                                              |
| 1995 | Mallrats                                        | sí       |           |          | sí        | sí    | personatge: Silent Bob                                                              |
| 1996 | Drawing Flies                                   |          | sí        |          |           | sí    | personatge: Silent Bob/ Himself                                                     |
| 1997 | Perseguint l'Amy                                | sí       |           | sí       | sí        | sí    | personatge: Silent Bob                                                              |
| 1997 | A Better Place                                  |          | sí        |          |           |       | productor executiu                                                                  |
| 1997 | Good Will Hunting                               |          | sí        |          |           |       | co-productor executiu                                                               |
| 1999 | Dogma                                           | sí       |           | sí       | sí        | sí    | personatge: Silent Bob                                                              |
| 1999 | Tail Lights Fade                                |          | sí        |          |           |       | productor executiu; no surt als crèdits                                             |
| 1999 | Big Helium Dog                                  |          | sí        |          |           | sí    | personatge: director; productor executiu                                            |
| 2000 | Scream 3                                        |          |           |          |           | sí    | personatge: Silent Bob (cameo)                                                      |
| 2000 | Vulgar                                          |          | sí        |          |           | sí    | personatge: Martan Ingram; productor executiu                                       |
| 2001 | Jay and Silent Bob Strike Back                  | sí       |           | sí       | sí        | sí    | personatge: Silent Bob                                                              |
| 2002 | The Flying Car                                  | sí       |           |          | sí        |       | curtmetratge; inclòs en el DVD Clerks X                                             |
| 2002 | Now You Know                                    |          |           |          |           | sí    | personatge: home casat                                                              |
| 2002 | Stan Lee's Mutants, Monsters & Marvels          |          |           |          |           | sí    | personatge: ell mateix                                                              |
| 2003 | Daredevil                                       |          |           |          |           | sí    | personatge: Jack Kirby, assistent del forense (cameo)                               |
| 2004 | Jersey Girl                                     | sí       |           | sí       | sí        |       |                                                                                     |
| 2005 | Reel Paradise                                   |          | sí        |          |           |       | productor executiu                                                                  |
| 2006 | Clerks II                                       | sí       |           | sí       | sí        | sí    | personatge: Silent Bob                                                              |
| 2006 | Small Town Gay Bar                              |          | sí        |          |           |       | productor executiu                                                                  |
| 2006 | The Magic Roundabout                            |          |           |          |           | sí    | personatge: Moose (veu)                                                             |
| 2006 | Bottoms Up                                      |          |           |          |           | sí    | personatge: Rusty #2                                                                |
| 2006 | Southland Tales                                 |          |           |          |           | sí    | personatge: Simon Theory                                                            |
| 2006 | Catch and Release                               |          |           |          |           | sí    | personatge: Sam                                                                     |
| 2007 | Superman: Doomsday                              |          |           |          |           | sí    | personatge: Grumpy Man (veu); direct-to-video                                       |
| 2007 | TMNT: Tortugues Ninja Joves Mutants             |          |           |          |           | sí    | personatge: Diner Cook (veu)                                                        |
| 2007 | Live Free or Die Hard                           |          |           |          |           | sí    | personatge: Frederick "Warlock" Kaludis                                             |
| 2008 | Zack and Miri Make a Porno                      | sí       |           | sí       | sí        |       |                                                                                     |
| 2009 | Fanboys                                         |          |           |          | sí        | sí    | personatge: home a la benzinera (cameo); quionista només de la seva escena          |
| 2010 | Quin parell de polis                            | sí       |           | sí       |           |       |                                                                                     |
| 2010 | Bear Nation                                     |          | sí        |          |           |       | productor executiu                                                                  |
| 2010 | 4.3.2.1.                                        |          |           |          |           | sí    | personatge: "Big" Larry                                                             |
| 2011 | Red State                                       | sí       |           | sí       | sí        | sí    | cameo: presoner (veu)                                                               |
| 2012 | For a Good Time, Call...                        |          |           |          |           | sí    | personatge: Cabbie (cameo)                                                          |
| 2013 | Jay & Silent Bob's Super Groovy Cartoon Movie!  |          |           |          | sí        | sí    | personatge: Silent Bob/ell mateix (veu); basat en el seu còmic Bluntman and Chronic |
| 2014 | Tusk                                            | sí       |           | sí       | sí        |       |                                                                                     |
| 2015 | Scooby-Doo! and Kiss: Rock and Roll Mystery     |          |           |          |           | sí    | personatge: treballador núm. 2 (cameo de veu)                                       |
| 2015 | Star Wars episodi VII: El despertar de la força |          |           |          |           | sí    | personatge: stormtrooper (cameo de veu)                                             |
| 2016 | Holidays                                        | sí       |           | sí       | sí        |       | segment: "Halloween"                                                                |
| 2016 | Yoga Hosers                                     | sí       |           | sí       | sí        | sí    | personatge: Bratzi                                                                  |
| 2017 | Teen Titans: The Judas Contract                 |          |           |          |           | sí    | personatge: ell mateix (cameo de veu)                                               |
| 2017 | The Disaster Artist                             |          |           |          |           | sí    | personatge: ell mateix (cameo)                                                      |
| 2019 | Jay and Silent Bob Reboot                       | sí       |           | sí       | sí        | sí    | personatge: Silent Bob                                                              |
| 2019 | Shooting Clerks                                 |          | sí        |          |           | sí    | personatge: Larkin Eve (cameo); productor executiu                                  |

### Televisió
| Any        | Títol                                             | Personatge                    | Notes                                                                              |
| ---------- | ------------------------------------------------- | ----------------------------- | ---------------------------------------------------------------------------------- |
| 1998       | Space Ghost Coast to Coast                        | ell mateix                    | episodi: "Rio Ghosto"                                                              |
| 2000       | Law & Order                                       | nebot de la dona de Tony      | episodi: "Black, White and Blue"                                                   |
| 2000–2001  | Clerks: The Animated Series                       | diverses veus                 | 6 episodis; també creador, guionista i productor executiu                          |
| 2001       | The Concert for New York City                     | ell mateix                    | segment: "Why I Love New #*$%!&@ York"                                             |
| 2003       | Duck Dodgers                                      | Hal Jordan (veu)              | episodi: "The Green Loontern"                                                      |
| 2004       | Yes, Dear                                         | ell mateix / Silent Bob       | episodi: "The Premiere"                                                            |
| 2005       | Veronica Mars                                     | Duane Anders                  | episodi: "Driver Ed"                                                               |
| 2005       | Joey                                              | ell mateix                    | episodi: "Joey and the Big Break: Part 2"                                          |
| 2005–2006  | Degrassi: The Next Generation                     | ell mateix / Silent Bob       | 5 episodis                                                                         |
| 2006       | Sucks Less with Kevin Smith                       | ell mateix (presentador)      | 6 episodis; també creador, guionista i productor executiu                          |
| 2007       | Reaper                                            | home jueu (veu)               | director de l'episodi "Pilot"; també consultor                                     |
| 2009       | Degrassi Goes Hollywood                           | ell mateix                    | telefilm                                                                           |
| 2010       | Phineas and Ferb                                  | Clive Addison (veu)           | episodi: "Nerds of a Feather"                                                      |
| 2012–2018  | Comic Book Men                                    | ell mateix (co-presentador)   | 94 episodis; també developer i productor executiu                                  |
| 2013–2014  | The Mindy Project                                 | ell mateix                    | 2 episodis                                                                         |
| 2014       | Comedy Bang! Bang!                                | ell mateix                    | episodi: "Kevin Smith Wears a Hockey Jersey & Jean Shorts"                         |
| 2015; 2019 | The Big Bang Theory                               | ell mateix                    | 2 episodis                                                                         |
| 2016       | DC Films Presents: The Dawn of the Justice League | ell mateix (co-presentador)   | especial de televisió                                                              |
| 2016       | Geeking Out                                       | ell mateix (co-presentador)   | 9 episodis; també productor executiu                                               |
| 2016       | Hollyweed                                         | Pete                          | pilot; també creador, director, guionista i productor executiu                     |
| 2016       | Ask the StoryBots                                 | Super Mega Awesome Ultra Guy  | episodi: "How Do Airplanes Fly?"                                                   |
| 2016–2018  | The Flash                                         | Bob, el vigilant de seguretat | episodis dirigits: "The Runaway Dinosaur", "Killer Frost" and "Null and Annoyed"   |
| 2017–2018  | Supergirl                                         |                               | episodis dirigits: "Supergirl Lives", "Distant Sun", "Damage" and "Bunker Hill"    |
| 2017–2019  | The Goldbergs                                     |                               | episodis dirigits: "The Dynamic Duo", "Graduation Day" and "Our Perfect Strangers" |
| 2017       | Bunnicula                                         | Alien núm. 2 (veu)            | episodi: "Indistinguishable from Magic"                                            |
| 2017       | Speechless                                        | ell mateix                    | episodi: "S-t-Star W-Wars"                                                         |
| 2018       | Kevin Smith: Silent But Deadly                    | ell mateix                    | especial stand-up                                                                  |
| 2018       | Explained                                         | ell mateix (narrador)         | episodi: "Weed"                                                                    |